# 位田尚隆
位田 尚隆（いだ なおたか、1937年10月15日-  ）は、日本の経営者。リクルート社長を務めた。愛知県名古屋市出身。

## 来歴・人物
愛知教育大学教育学部、東北大学教育学部を経て、1964年に東北大学大学院を修了し、同年に日本IBMに入社した。1976年に取締役に就任し、1984年に専務を経て、1988年1月に社長に就任。
社長時代にはリクルート事件の大嵐を受ける中で経営立て直しに尽力、1992年にダイエーの出資を仰ぎ、同社系列の傘下入りに果たし、中内功とともに経営再建に尽力した。
1997年6月から取締役相談役を務めた。